# Dwór Popielny

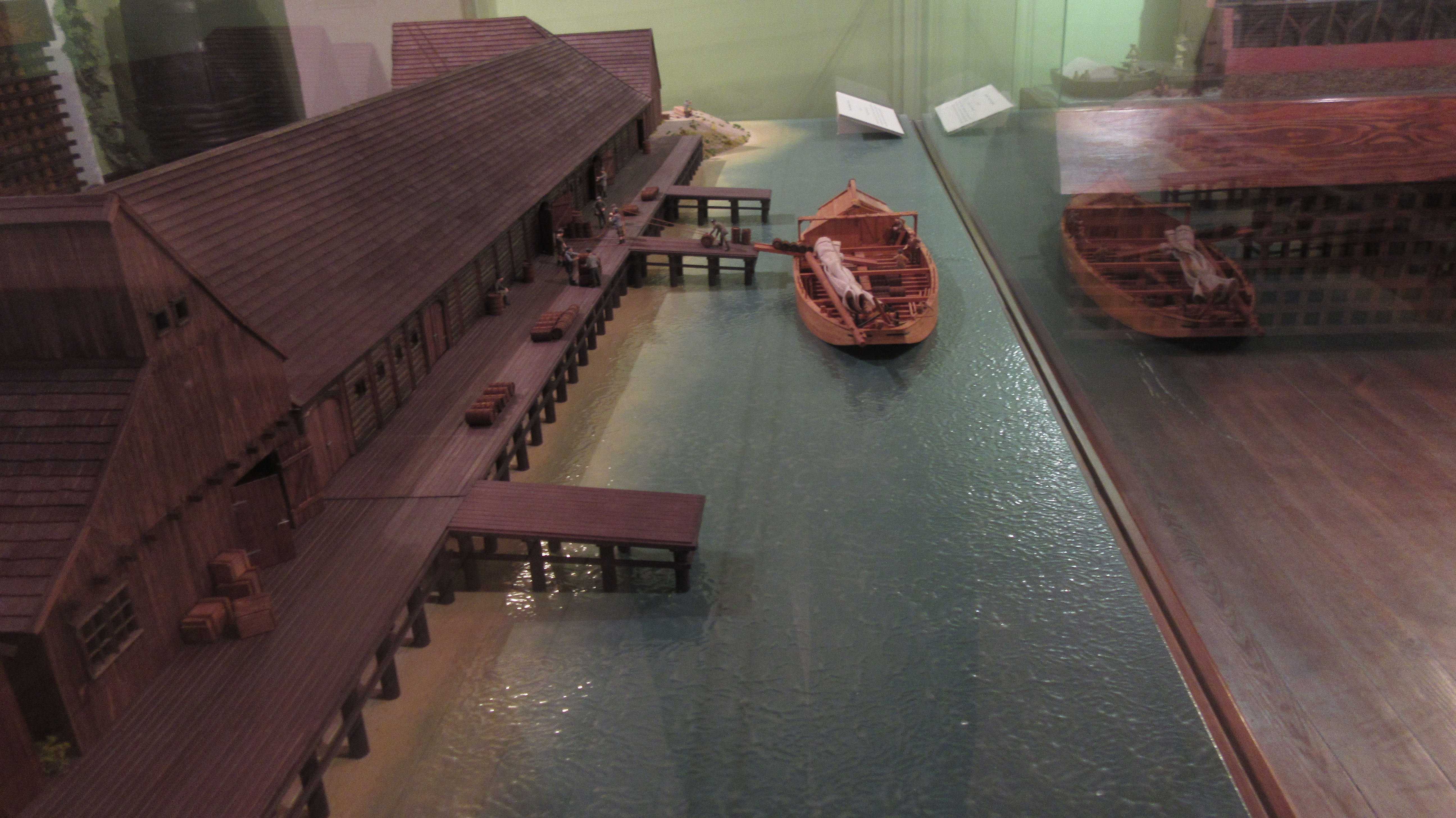
Model dworu w gdańskim Żurawiu

Dwór Popielny (niem. Aschhof) – niezachowany magazyn beczek z popiołem i punkt brakowania tego surowca, jednego z najważniejszych towarów leśnych, eksportowanych przez port w Gdańsku.

## Historia
Do 1494 dwór funkcjonował w Gdańsku nad Motławą, naprzeciw Żurawia, wraz z podobnym Dworem Smolnym. W 1494 oba obiekty spłonęły. Dwory w 1495 przeniesiono na południe od Wyspy Spichrzów, na Stare Przedmieście. Dwór Popielny był budynkiem drewnianym. Po zasypaniu (1852) połączenia między Starą i Nową Motławą, na miejscu zlikwidowanych dworów Smolnego i Popielnego wzniesiono pierwszy w Gdańsku dworzec kolejowy (Gdańsk Brama Nizinna) oraz pierwszą gazownię w mieście.